# Joseph Ignaz von Flüe
Joseph Ignaz von Flüe (* 25. Dezember 1762 in Sachseln; † 1813 in Strassburg) war ein Schweizer Politiker und Offizier.

## Leben

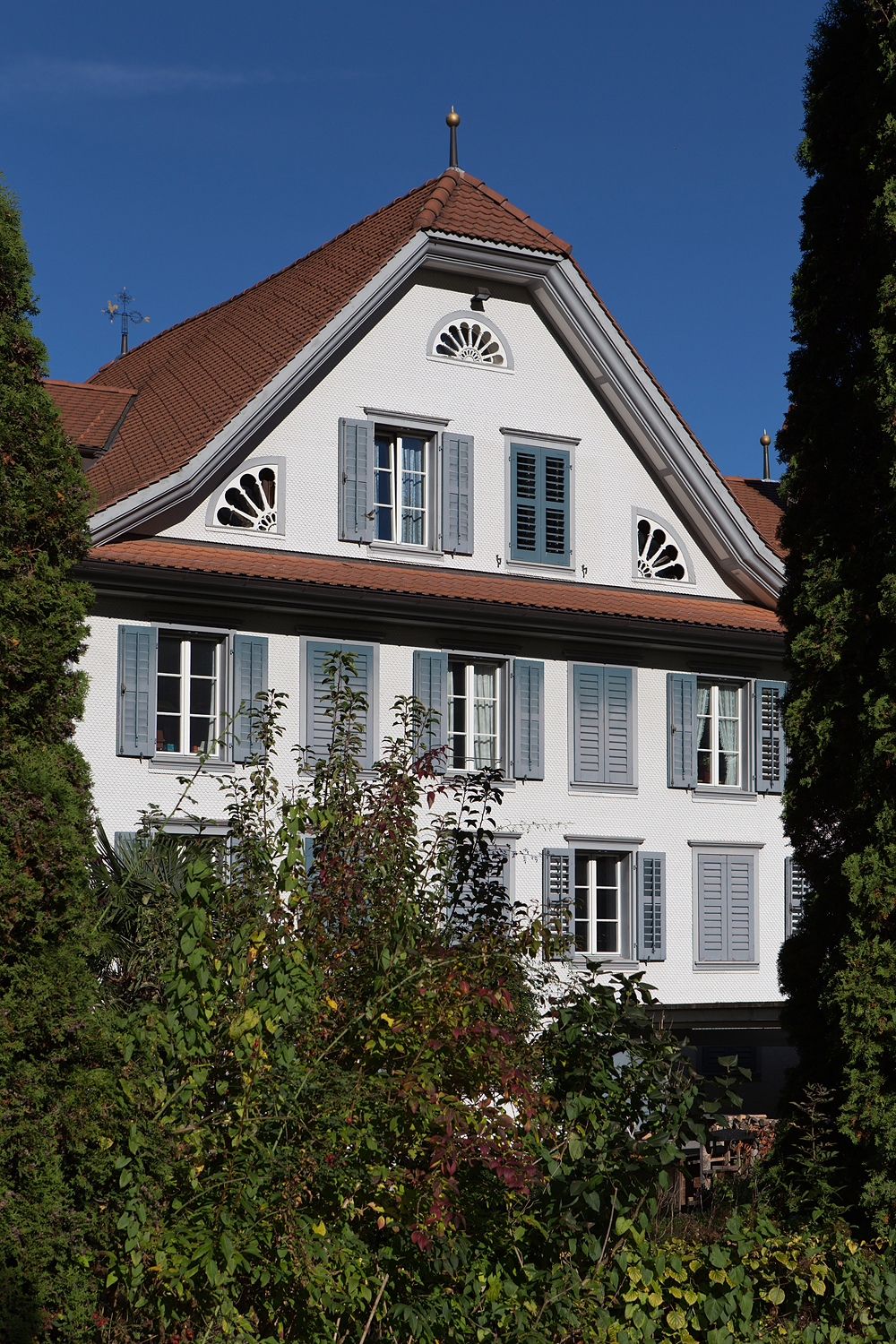
Das Landhaus Obkirchen, erbaut um 1600.

Joseph Ignaz von Flüe war der Sohn des Landammanns und Pannerherrs Johann Nikodem von Flüe (1734–1823) und von dessen Ehefrau Marie Franziska Achermann. Sein Bruder war Nikolaus von Flüe (1763–1839). Die Familie wohnte auf dem Landgut Obkirchen in Sachseln.

## Politische Laufbahn
Joseph Ignaz von Flüe war ein Parteigänger der Unitarier und galt in Obwalden als einer der «wenigen helvetisch Gesinnten». In der Helvetik wurde er 1798 Mitglied des helvetischen Grossen Rats, 1799 des Senats, und nach dessen Auflösung am 9. August 1800, Mitglied des damals errichteten gesetzgebenden Rats. Bei der Helvetischen Consulta in Paris im Jahr 1802 wirkte er als Deputierter der Helvetischen Republik mit. Als Mitglied des engen Ausschusses der Zehner dieser Konsulta half von Flüe, die alten durch die Zeit geheiligten schweizerischen Verfassungsformen und Einrichtungen wieder auszumitteln. Er war einer von jenen zehn schweizerischen Deputierten, welche die Napoleonische Vermittlungsakte (Mediationsakte) unterzeichneten. Von Paris ging er nach Obwalden zurück, wo er von seinen Landsleuten als Mitbefreier empfangen wurde. Mit dem Ende der Helvetik 1802 musste er als ehemaliger Vertreter des helvetischen Zentralstaates seine politische Laufbahn abbrechen.

## Militärische Karriere
Von Flüe trat 1778 in jungen Jahren unter das französische Schweizerregiment von Salis-Samaden als Lieutenant. Er stieg zum Aidemajor empor und wurde 1791 Hauptmann. Die Abdankung der Schweizerregimenter 1792 führte ihn in die Heimat zurück.
1797 wurde er in Obwalden zum Major und 1802 zum Generaladjutanten der helvetischen Regierung ernannt. In der Zeit des Stecklikriegs erhielt er im August 1802 das Kommando über die eidgenössischen Truppen in Bern.
Nach dem Ende der Helvetik trat von Flüe im Januar 1807 zum zweiten Male in französische Kriegsdienste und wurde als Bataillonschef beim zweiten Schweizerregiment angestellt. Drei Jahre brachte er in Katalonien zu, wo er sich aufgrund seiner Waffentaten das Kreuz der Ehrenlegion erwarb. Fünf Jahre später machte er 1812 den Russlandfeldzug Napoleons mit, wo er ein Bataillon des 2. Regiments von Oberst Castella de Berlens führte. Er kam bis weit über Polozk hinaus. Von Flüe erkrankte dann an einer unter der Armee herrschenden Krankheit und trat in der Folge die weite Reise in die Heimat an. Nachdem er wieder zu Kräften gekommen war, kehrte er im Jahr 1813 nochmals nach Frankreich zurück. Kaum hatte er aber Strassburg erreicht, als ein Schlaganfall (wörtlich: Schlagfluß) im Dezember des gleichen Jahres seinem Leben ein Ende machte.